# Cratogeomys
Cratogeomys är ett släkte i familjen kindpåsråttor med cirka åtta arter som förekommer i Mexiko och sydvästra USA. Släktet listades tidvis som undersläkte till gula kindpåsråttor.
Det vetenskapliga namnet är bildat av de grekiska orden kratos (robust), geo (jord) och mys (mus).

## Utseende
Individerna når en kroppslängd (huvud och bål) av 14 till 26 cm och därtill kommer en 6 till 13 cm lång svans. Vikten varierar mellan 230 och 900 gram. Arternas övre framtänder har en djup ränna i mitten. Deras päls är på ovansidan gulaktig, brun eller svart och på buken något ljusare. Ibland finns en vit fläck på ryggen.

## Arter och utbredning
Enligt Wilson & Reeder (2005) utgörs släktet av åtta arter.
- Cratogeomys castanops hittas från Colorado och Kansas till centrala Mexiko.
- Cratogeomys fumosus förekommer i flera från varandra skilda områden i centrala Mexiko.
- Cratogeomys goldmani lever likaså i centrala Mexiko.
- Cratogeomys gymnurus.
- Cratogeomys merriami finns söder om Mexico City.
- Cratogeomys neglectus.
- Cratogeomys planiceps  (tidigare Cratogeomys tylorhinus) hittas på två vulkaner sydväst om Mexico City.
- Cratogeomys zinseri.

En genetisk studie av Hafner et al. 2004 fick resultatet att några av de ovan nämnda arterna bör infogas i Cratogeomys fumosus. Däremot bör två population som tidigare listades som underarter till Cratogeomys merriami klassificeras som arter, Cratogeomys fulvescens och Cratogeomys perotensis.

## Ekologi
Dessa kindpåsråttor lever i olika habitat som gräsmarker, trädansamlingar med palmer, bergsängar och öknar. I bergstrakter når de 3700 meter över havet. De gräver underjordiska tunnelsystem med flera ingångar och kamrar. I regioner där även västliga kindpåsråttor förekommer gräver Cratogeomys djupare. Cratogeomys äter olika slags växter.
Hanar och honor träffas bara för parningen. Annars är individerna aggressiva mot varandra. Fortplantningen sker i varma områden mellan januari och oktober och honor kan ha fyra kullar under tiden. Allmänt föds två ungar per kull. Honor som föds under våren kan redan ha egna ungar under hösten.

## Cratogeomysoch människor
Liksom andra kindpåsråttor betraktas Cratogeomys av bönder som skadedjur på odlade växter. De jagas därför av särskild utbildade personer. Ingen art är hotad i beståndet och IUCN listar alla som livskraftiga (LC).